# ミハイル・クトゥーゾフ

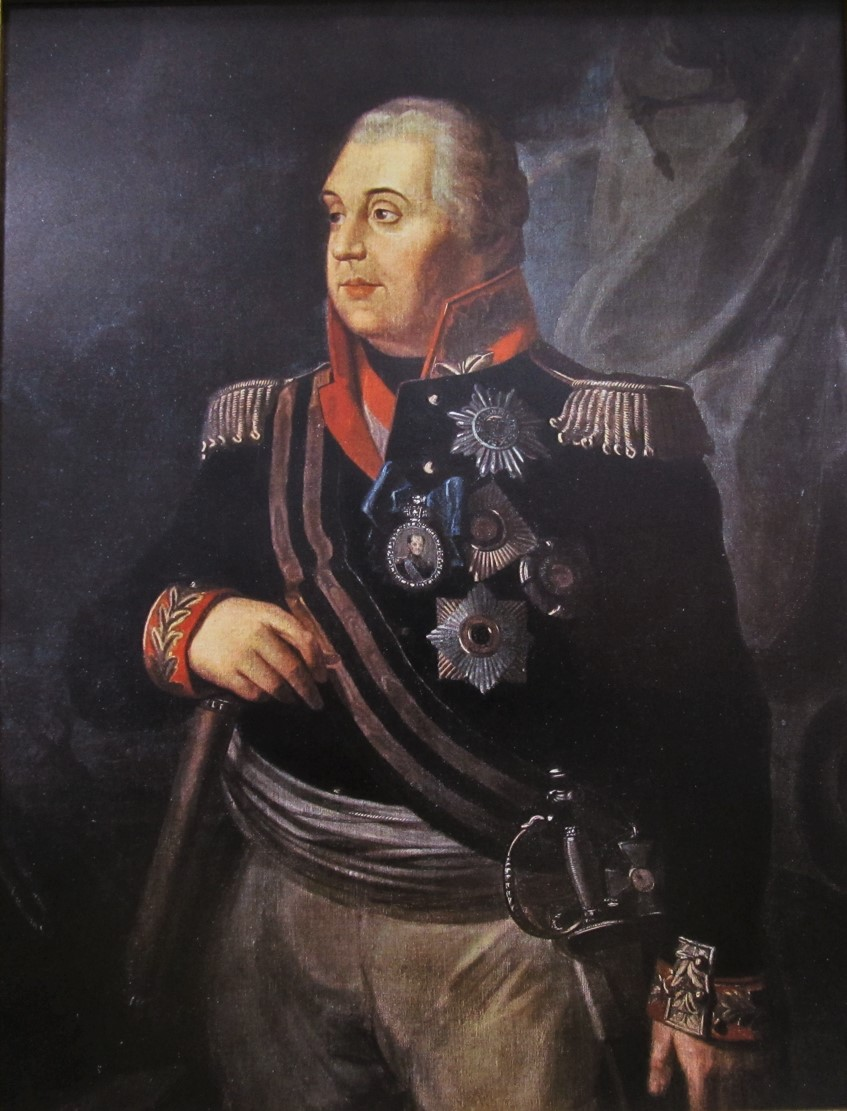
ミハイル・クトゥーゾフ

ミハイル・イラリオーノヴィチ・ゴレニーシチェフ＝クトゥーゾフ公爵（ロシア語: Михаи́л Илларио́нович Голени́щев-Куту́зов、ラテン文字転写: Mikhail Illarionovich Golenishchev-Kutuzov、1745年9月16日〈ユリウス暦9月5日〉 - 1813年4月28日〈ユリウス暦4月16日〉）は、帝政ロシア時代の軍人。エカチェリーナ2世、パーヴェル1世、アレクサンドル1世の3代にわたって仕え、外交官としても活躍した。

## 生涯

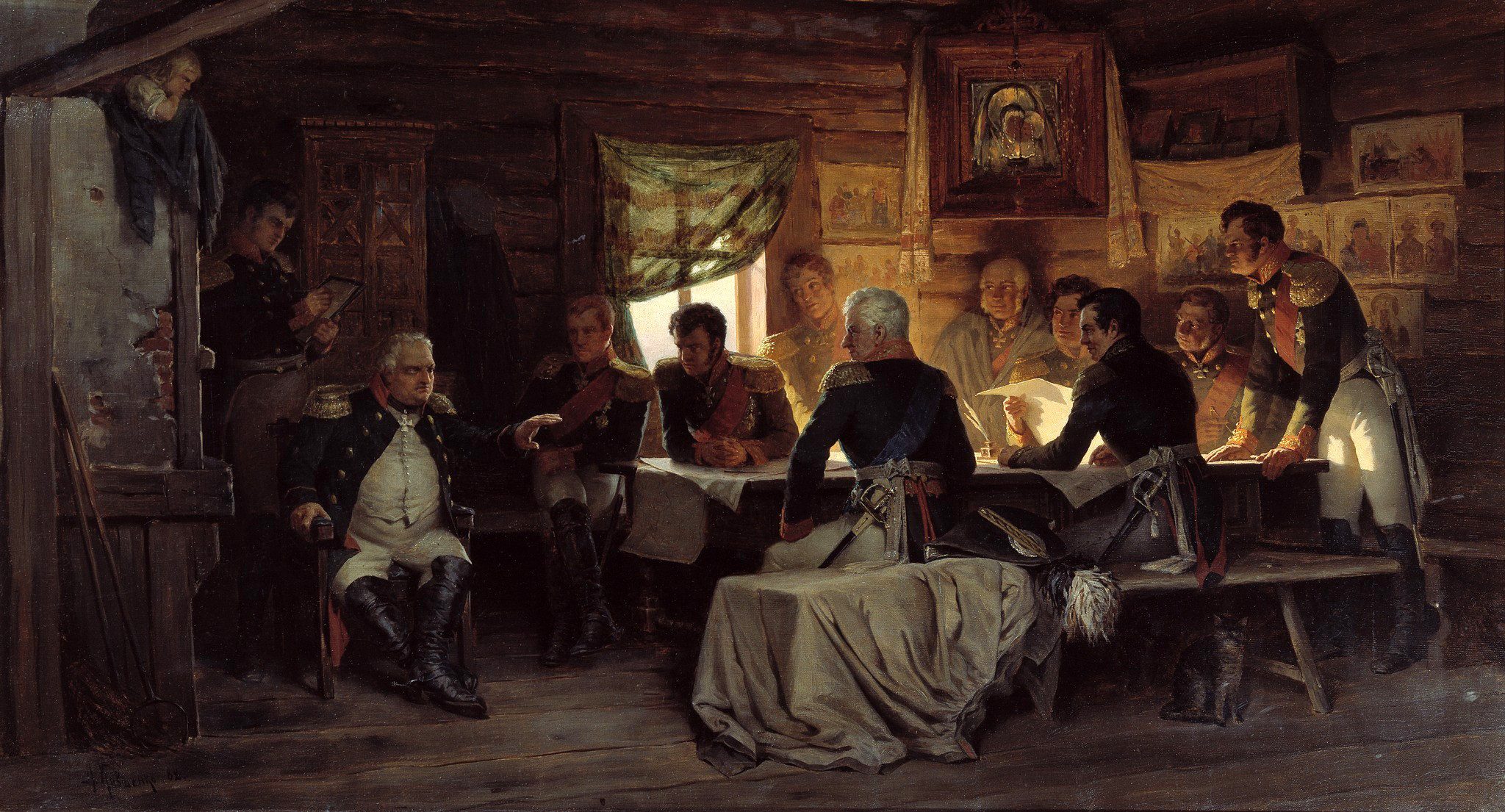
モスクワ明け渡しを決断するクトゥーゾフ（Alexey Danilovich Kivshenko画）

1745年9月16日にロシア帝国の首都サンクトペテルブルクの軍人の家に生まれる。父のイラリオン・クトゥーゾフは工兵隊に30年間勤務し、ピョートル大帝に仕えた軍人であった。母のアンナ・ベクレミシェワはロシア貴族の出身だった。父の功績や母の出自から、クトゥーゾフは幼い頃からロマノフ家と交流があった。
1757年、貴族砲兵学校に入学。14歳で軍隊入りした。砲兵学校卒業後は母校の数学の教官を務めている。対ポーランド戦争や対トルコ戦争に従軍し、勇名を馳せた。1774年、オスマン帝国との戦争（第一次露土戦争、1768年-1774年）で右目を失っている。隻眼の軍人としては同時代にイギリスのホレーショ・ネルソン提督がいる。
エカチェリーナ2世時代の第二次露土戦争（1787年-1791年）では、名将アレクサンドル・スヴォーロフ将軍の麾下でオスマン帝国側の重要戦略拠点であるイズマイル要塞（現ウクライナオデッサ州）攻撃に加わった。クトゥーゾフは5度におよぶ要塞の稜堡に対する果敢な攻撃で、1790年12月、イズマイル要塞を陥落させ、スヴォーロフより賞された。その後、1802年には予備役となったが、1805年の第三次対仏大同盟で現役に復帰した。
1805年の対フランス戦争ではロシア・オーストリア連合軍の総司令官として、ナポレオン1世が率いるフランス軍と戦うが、アウステルリッツの戦いで敗北。この後、地方の知事職に左遷されたが、1806年にはじまる対トルコ戦（1806年-1812年）ではモルダビア軍の総司令官として再び軍功を挙げ、ロシアに有利なブカレスト条約の締結に貢献した。
ナポレオンのロシア遠征（1812年）が始まると、総司令官ミハイル・バルクライ・ド・トーリの焦土作戦・退却作戦に批判が高まり、8月20日、世論に推されるかたちで、67歳となったクトゥーゾフが後任の総司令官に就任した。バルクライは決して無能ではなかったが、軍内部であまり人望がなく、一般国民のあいだでは無名に等しかった。かつての英雄クトゥーゾフの総司令官就任は全軍の志気を一気に高めたといわれている。また、ロシア軍が国民の愛国心に訴えた結果、ロシア中から義勇兵が集まり、戦争に参加した。クトゥーゾフの着任後、露仏両軍はロシア中部、モスクワの西112キロメートルのボロジノ（モスクワ州）で激突した（ボロジノの戦い）。8月26日の大戦闘では両軍ともに甚大な被害を出した。損失は、ナポレオン軍2万5,000人、ロシア軍7万人であった。この戦いで、ロシア軍が退却を余儀なくされるいっぽう、フランス軍も決定的な勝利を得るには至らなかった。『戦争論』で有名なカール・フォン・クラウゼヴィッツはこの戦いについて、「クトゥーゾフはボロジノで勝てるとは考えていなかったが、宮廷勢力、軍隊、ロシア国民の声が彼に会戦を強要した」と書き記している。クトゥーゾフは（ナポレオンもまた）、公式文書においては自軍の勝利であると発表した。

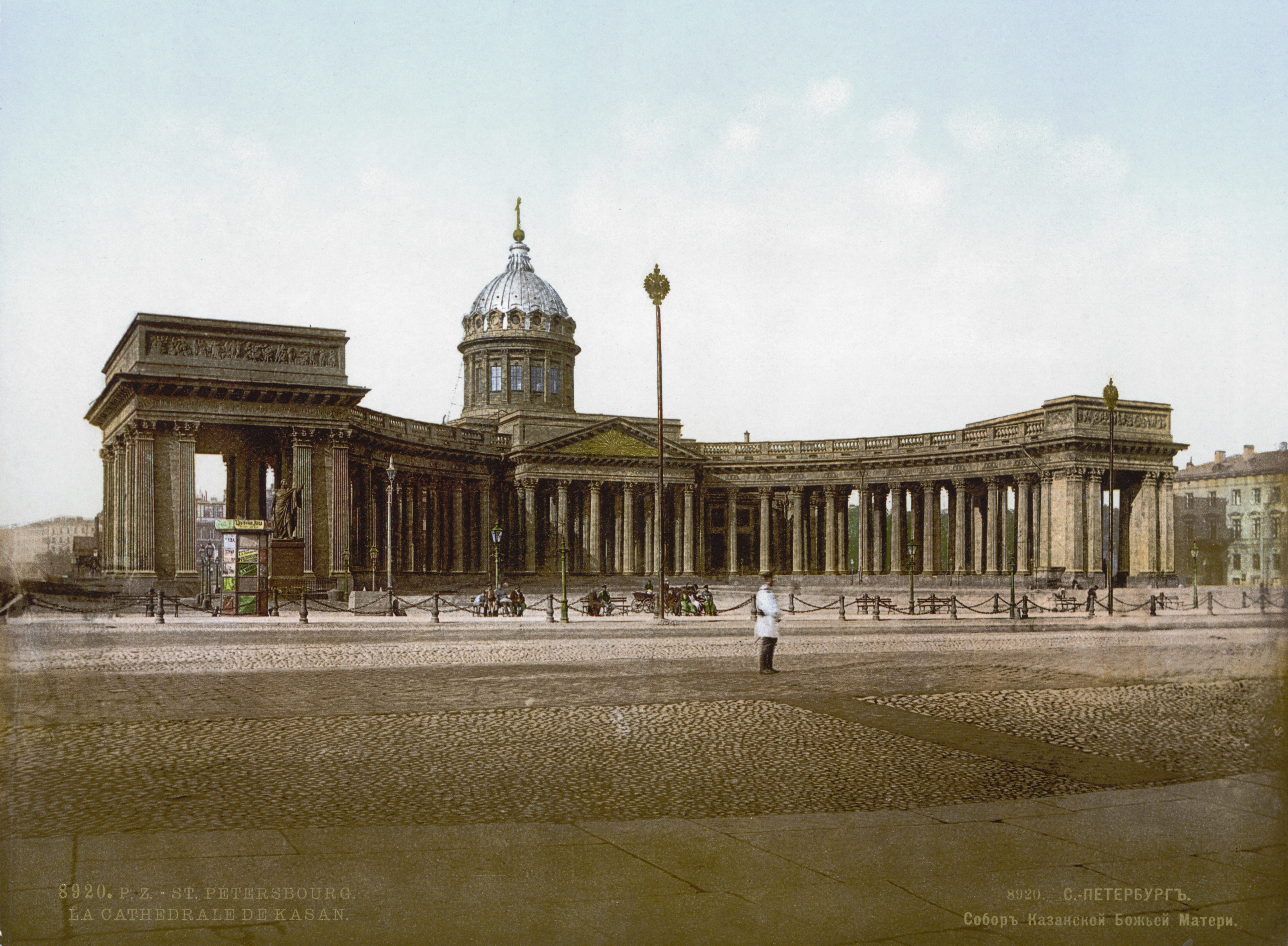
サンクトペテルブルクのカザン聖堂（19世紀末-20世紀初頭の古写真）

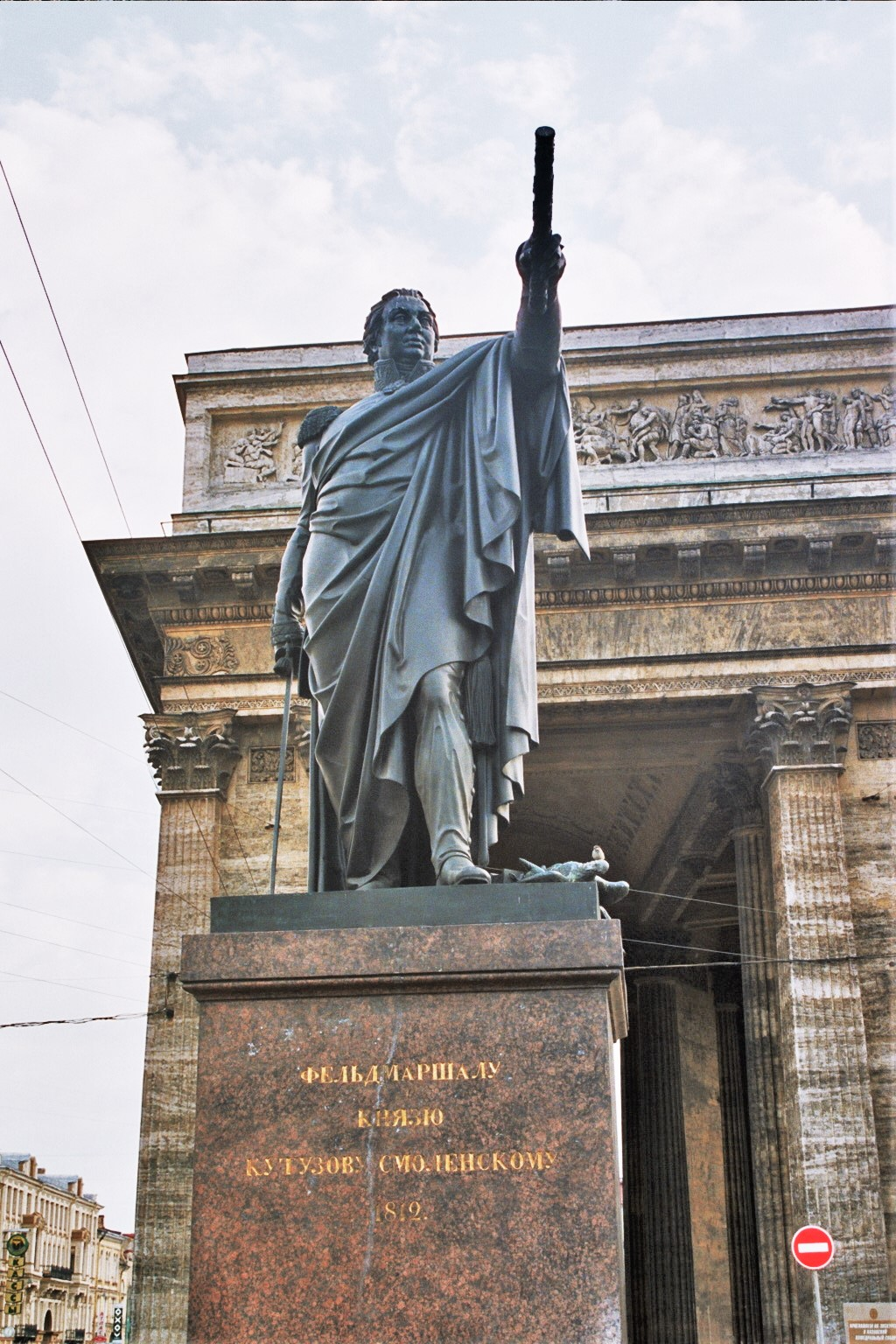
サンクトペテルブルクのカザン大聖堂にあるクトゥーゾフの銅像。

その後クトゥーゾフは、バルクライと同様に退却を強行、聖都モスクワの明け渡し策に出た。クトゥーゾフはこのとき「モスクワを失ってもロシアを失うわけではない。しかし軍隊が全滅すれば、モスクワとロシアが滅びる」と述べ、周囲を説得している。この作戦は、モスクワを放棄し、ひたすらフランス軍の自滅を待つというもので、これにより27万5,000人のモスクワ市民の疎開が始まった。11万のナポレオン軍は、人口わずか1万人ほどとなったモスクワに無血入城を果たしたが、市内各所には火がかけられ、全モスクワの3分の2が廃墟と化した。クトゥーゾフは南方からモスクワを包囲して、ナポレオン軍の糧道を断った。35日間のモスクワ滞在では、冬の到来により周囲より孤立し、また、深刻な食糧難に陥り、さらに、モスクワ市外からのロシア軍の絶え間ない攻撃に苦しんだ。ロシア皇帝アレクサンドル1世は、3度にわたって和平交渉を求めるナポレオンに対し、「わたしは祖国の恥に調印するよりは、ヒゲをのばして、わが農民たちと一緒にジャガイモを食べることに同意する方がましだ」と述べて、これを拒否している。
根負けしたナポレオンが、ついに退却を始めると、クトゥーゾフは執拗な追撃戦を敢行し、フランス軍の撃退に成功した。ロシア軍のみならず農民パルチザンが追い打ちをかけ、ナポレオンがロシア領内を出たときには敗残兵3万をのこすのみとなっていた。この功績により、「スモレンスク公」の称号を授けられる。翌年もフランスへ侵攻するロシア軍の指揮を執ったが、ブンツラウ (Bolesławiec) （現ポーランド）にて病没した。67歳であった。クトゥーゾフは、ナポレオンを完全に失脚させることについては終始懐疑的で、「戦いの成果は、ロシアあるいは大陸の他のいかなる国のものともならず、すでに海洋を支配している国（イギリス）のものとなるだろう。その国の覇権は容認できない」と述べていたといわれ、「ヨーロッパの解放者」としてナポレオン後のヨーロッパの国際秩序確立に主導権を発揮したい皇帝アレクサンドル1世とは考えが食い違っていた。
彼の死後、帝都サンクトペテルブルクのネフスキー大通り中央にあるカザン聖堂には、壊滅したフランス軍の軍旗が奉納され、クトゥーゾフの遺体が安置された。カザン聖堂は、帝政ロシアにとっては祖国戦争勝利を記念する建造物となったのである。

## 評価
軍事の天才といわれるナポレオンに黒星をつけた数少ない人物の一人であるが、彼に対する評価はまちまちである。
ソビエト連邦時代のヨシフ・スターリンは、独ソ戦（大祖国戦争）のさなかクトゥーゾフを「国民的英雄」と位置づけ、「クトゥーゾフ勲章」という彼の名を冠した勲章を設けた。その一方で、クトゥーゾフは消極的で臆病な老軍人にすぎない、あるいは、みすみすナポレオンを逃がした無能者であると非難されることがある。
クトゥーゾフが退却するフランス軍に大規模な攻撃を仕掛けなかったのはなぜか。そもそもロシア軍の焦土作戦自体が計画的なものであったのか、偶発的なものにすぎなかったのかなど、ナポレオンのロシア遠征時におけるロシア側の作戦構想については、現在でもさまざまな意見が交わされている。ただ、クトゥーゾフやバルクライが実施した作戦は、前世紀にはピョートル大帝が大北方戦争で、次世紀にはソビエト赤軍が大祖国戦争で同様の作戦で成功を収めていることもあり、広大な領土を利用したロシア式戦法の一例として一定の評価が与えられている。
クトゥーゾフは、皇帝3代にわたって仕えた宿将であるが、アレクサンドル1世とは折り合いが悪かった。アウステルリッツでは名ばかりの司令官に格下げされ、作戦上の進言も軽視された。また1812年、彼の総司令官への抜擢にあたっては、アレクサンドル本人はかなり渋っていたといわれる。
レフ・トルストイの小説『戦争と平和』では、主要人物として登場し、高い評価が下されている。オードリー・ヘプバーン、ヘンリー・フォンダ主演の1956年のアメリカ映画『戦争と平和』ではオーストリア出身のオスカー・ホモルカがクトゥーゾフを演じている。